# Patuli
Patuli là một thị trấn thống kê (census town) của quận Barddhaman thuộc bang Tây Bengal, Ấn Độ.

## Địa lý
Patuli có vị trí 23°33′B 88°15′Đ / 23,55°B 88,25°Đ Nó có độ cao trung bình là 18 mét (59 feet).

## Nhân khẩu
Theo điều tra dân số năm 2001 của Ấn Độ, Patuli có dân số 4451 người. Phái nam chiếm 51% tổng số dân và phái nữ chiếm 49%. Patuli có tỷ lệ 64% biết đọc biết viết, cao hơn tỷ lệ trung bình toàn quốc là 59,5%: tỷ lệ cho phái nam là 69%, và tỷ lệ cho phái nữ là 60%. Tại Patuli, 10% dân số nhỏ hơn 6 tuổi.